# 아서 듀이 스트러블
아서 듀이 스트러블 (1894년 6월 28일 –1983년 5월 1일)은 제2차 세계 대전과 한국 전쟁 당시 복무한 미국의 제독이다.

## 생애
스트러블은 오리건주 포틀랜드에서 1894년 6월 28일 태어났다. 그는 그곳에서 고등학교를 졸업한 후 1911년 미국 해군사관학교에 입학해 1915년 6월 수석으로 졸업했다. 1921년까지 그는 2척의 순양함과 수송선, 3척의 구축함에서 복무했다. 1921년부터 1923년까지 스트러블은 해군사관학교의 강사였고, USS 캘리포니아에서 1925년까지 복무했다. 이후 그는 전투함대에서 복무했다. 1927년부터 1940년까지 그는 미국 해군성에서 복무했고, 뉴욕 (BB-34)과 USS 포틀랜드 (CA-33)에서 일했으며 제12해군시설사령부에서 일했다. 1940년부터 1941년까지 그는 USS 애리조나에서 부장으로 일했다. 스트러블은 이후 USS 트렌튼의 함장이 되었다.
1942년 5월 트렌턴 함장을 떠난 후 스트러블은 1943년 말까지 해군작전부장의 참모로 일했고, 앨런 G. 커크의 뒤를 이어 해군작전부장이 되었다. 커크는 1944년 6월 오버로드 작전의 책임을 맡아 떠났다. 소장 스트러블은 1944년 8월 제7함대의 상륙군을 지휘하기로 되어 있었고 레이테 전투에 참여했다. 이후 그는 오르도크만, 민도로섬, 루손섬을 비롯한 필리핀의 여러 섬의 상륙 작전에 참가했다. 1945년 9월 스트러블은 미국 태평양 함데대의 기뢰 함대 함장이 되어 일본과의 옛 교전 지역에 있던 기뢰제거 작업을 도왔다. 1946년부터 1948년까지 그는 태평양 함대의 상륙군을 지휘했다.
1948년 4월 부제독으로 진급한 스트러블은 해군 작전 부참모로 2년 간 복무했다. 1950년 5월 그는 제7함대의 사령관이 되었고 한국 전쟁의 개전 초기 단계에서 미국 해군을 지휘했다. 그는 인천 상륙 작전과 원산 상륙을 지휘했다. 1951년 3월 스트러블 부제독은 제1함대에서 복무한 후 미국 합동참모본부에서 짧게 일했다. 1955년 6월부터 그는 동해안 국경함대와 대서양 예비군함대의 사령관이 되었고 1956년 7월 현역에서 은퇴하기 전 그는 제독으로 진급했다.